# 480 kilomètres de Spa 1989
Navigation
Édition précédente Édition suivante
Les 480 kilomètres de Spa 1989, disputées le 17 août 1989 sur le Circuit de Spa-Francorchamps, sont la vingt-et-unième édition de cette épreuve, la première sur un format de 480 kilomètres et la septième manche du Championnat du monde des voitures de sport 1989.

## La course

### Classement de la course
Voici le classement officiel au terme de la course,.
- Les premiers de chaque catégorie du championnat du monde sont signalés par un fond jaune.
- Pour la colonne Pneus, il faut passer le curseur au-dessus du modèle pour connaître le manufacturier de pneumatiques.
- Les voitures ne réussissant pas à parcourir 75% de la distance du gagnant sont non classées (NC).

| Pos  | Classe | no  | Écurie                           | Pilotes                               | Châssis                            | Pneus | Tours | Temps                           |
| Pos  | Classe | no  | Écurie                           | Pilotes                               | Moteur                             | Pneus | Tours | Temps                           |
| ---- | ------ | --- | -------------------------------- | ------------------------------------- | ---------------------------------- | ----- | ----- | ------------------------------- |
| 1    | C1     | 61  | Team Sauber Mercedes             | Kenny Acheson Mauro Baldi             | Sauber C9                          | M     | 70    | 2 h 39 min 16 s 453             |
| 1    | C1     | 61  | Team Sauber Mercedes             | Kenny Acheson Mauro Baldi             | Mercedes-Benz M119 5.0L V8 Turbo   | M     | 70    | 2 h 39 min 16 s 453             |
| 2    | C1     | 7   | Joest Racing                     | Frank Jelinski Bob Wollek             | Porsche 962C                       | G     | 70    | + 2 min 16 s 181                |
| 2    | C1     | 7   | Joest Racing                     | Frank Jelinski Bob Wollek             | Porsche Type-935 3.0L Flat-6 Turbo | G     | 70    | + 2 min 16 s 181                |
| 3    | C1     | 23  | Nissan Motorsports International | Mark Blundell Julian Bailey           | Nissan R89C                        | D     | 69    | + 1 tour                        |
| 3    | C1     | 23  | Nissan Motorsports International | Mark Blundell Julian Bailey           | Nissan VRH35Z 3.5L V8 Turbo        | D     | 69    | + 1 tour                        |
| 4    | C1     | 16  | Repsol Brun Motorsport           | Oscar Larrauri Roland Ratzenberger    | Porsche 962C                       | Y     | 68    | + 2 tours                       |
| 4    | C1     | 16  | Repsol Brun Motorsport           | Oscar Larrauri Roland Ratzenberger    | Porsche Type-935 3.0L Flat-6 Turbo | Y     | 68    | + 2 tours                       |
| 5    | C1     | 22  | Spice Engineering                | Wayne Taylor Thorkild Thyrring        | Spice SE89C                        | G     | 68    | + 2 tours                       |
| 5    | C1     | 22  | Spice Engineering                | Wayne Taylor Thorkild Thyrring        | Ford Cosworth DFZ 3.5L V8 Atmo     | G     | 68    | + 2 tours                       |
| 6    | C1     | 8   | Joest Racing                     | Henri Pescarolo Jean-Louis Ricci      | Porsche 962C                       | G     | 68    | + 2 tours                       |
| 6    | C1     | 8   | Joest Racing                     | Henri Pescarolo Jean-Louis Ricci      | Porsche Type-935 3.0L Flat-6 Turbo | G     | 68    | + 2 tours                       |
| 7    | C1     | 18  | Aston Martin Ecurie Ecosse       | Stanley Dickens Brian Redman          | Aston Martin AMR1                  | G     | 67    | + 3 tours                       |
| 7    | C1     | 18  | Aston Martin Ecurie Ecosse       | Stanley Dickens Brian Redman          | Aston Martin RDP87 6.3L V8 Atmo    | G     | 67    | + 3 tours                       |
| 8    | C1     | 37  | Toyota Team Tom's                | Johnny Dumfries Geoff Lees            | Toyota 89C-V                       | B     | 67    | + 3 tours                       |
| 8    | C1     | 37  | Toyota Team Tom's                | Johnny Dumfries Geoff Lees            | Toyota R32V 3.2L V8 Turbo          | B     | 67    | + 3 tours                       |
| 9    | GTP    | 201 | Mazdaspeed                       | Pierre Dieudonné David Kennedy        | Mazda 767B                         | D     | 67    | + 3 tours                       |
| 9    | GTP    | 201 | Mazdaspeed                       | Pierre Dieudonné David Kennedy        | Mazda 13J 2.6L 4-Rotor             | D     | 67    | + 3 tours                       |
| 10   | C1     | 10  | Porsche Kremer Racing            | George Fouché Giovanni Lavaggi        | Porsche 962CK6                     | Y     | 66    | + 4 tours                       |
| 10   | C1     | 10  | Porsche Kremer Racing            | George Fouché Giovanni Lavaggi        | Porsche Type-935 3.0L Flat-6 Turbo | Y     | 66    | + 4 tours                       |
| 11   | C2     | 171 | Team Mako                        | James Shead (en) Robbie Stirling (en) | Spice SE88C                        | G     | 65    | + 5 tours                       |
| 11   | C2     | 171 | Team Mako                        | James Shead (en) Robbie Stirling (en) | Ford Cosworth DFL 3.5L V8 Atmo     | G     | 65    | + 5 tours                       |
| 12   | C1     | 72  | Obermaier Primagaz               | Jürgen Lässig Pierre Yver             | Porsche 962C                       | G     | 65    | + 5 tours                       |
| 12   | C1     | 72  | Obermaier Primagaz               | Jürgen Lässig Pierre Yver             | Porsche Type-935 3.0L Flat-6 Turbo | G     | 65    | + 5 tours                       |
| 13   | C2     | 101 | Chamberlain Engineering          | Fermín Velez Nick Adams               | Spice SE89C                        | G     | 64    | + 6 tours                       |
| 13   | C2     | 101 | Chamberlain Engineering          | Fermín Velez Nick Adams               | Ford Cosworth DFL 3.5L V8 Atmo     | G     | 64    | + 6 tours                       |
| 14   | C2     | 111 | PC Automotive                    | Richard Piper Olindo Iacobelli        | Spice SE88C                        | G     | 64    | + 6 tours                       |
| 14   | C2     | 111 | PC Automotive                    | Richard Piper Olindo Iacobelli        | Ford Cosworth DFL 3.5L V8 Atmo     | G     | 64    | + 6 tours                       |
| 15   | C2     | 106 | Porto Kaleo Team                 | Ranieri Randaccio Pasquale Barberio   | Tiga GC288/9                       | G     | 64    | + 6 tours                       |
| 15   | C2     | 106 | Porto Kaleo Team                 | Ranieri Randaccio Pasquale Barberio   | Ford Cosworth DFL 3.5L V8 Atmo     | G     | 64    | + 6 tours                       |
| 16   | C1     | 40  | Swiss Team Salamin               | Antoine Salamin Max Cohen-Olivar      | Porsche 962C                       | G     | 61    | + 9 tours                       |
| 16   | C1     | 40  | Swiss Team Salamin               | Antoine Salamin Max Cohen-Olivar      | Porsche Type-935 3.0L Flat-6 Turbo | G     | 61    | + 9 tours                       |
| 17   | C2     | 177 | Automobiles Louis Descartes      | Marc Fontan Alain Serpaggi            | ALD C289                           | G     | 61    | + 9 tours                       |
| 17   | C2     | 177 | Automobiles Louis Descartes      | Marc Fontan Alain Serpaggi            | Ford Cosworth DFL 3.5L V8 Atmo     | G     | 61    | + 9 tours                       |
| 18   | C2     | 108 | Roy Baker Racing GP Motorsport   | Philippe de Henning                   | Spice SE87C                        | G     | 60    | + 10 tours                      |
| 18   | C2     | 108 | Roy Baker Racing GP Motorsport   | Philippe de Henning                   | Ford Cosworth DFL 3.5L V8 Atmo     | G     | 60    | + 10 tours                      |
| 19   | C2     | 105 | Porto Kaleo Team                 | Stefano Sebastiani Jean-Pierre Frey   | Tiga GC289                         | G     | 59    | + 11 tours                      |
| 19   | C2     | 105 | Porto Kaleo Team                 | Stefano Sebastiani Jean-Pierre Frey   | Ford Cosworth DFL 3.5L V8 Atmo     | G     | 59    | + 11 tours                      |
| 20   | C2     | 178 | Didier Bonnet                    | Patrick Oudet Gérard Tremblay         | Tiga GC289                         | G     | 59    | + 11 tours                      |
| 20   | C2     | 178 | Didier Bonnet                    | Patrick Oudet Gérard Tremblay         | Ford Cosworth DFL 3.5L V8 Atmo     | G     | 59    | + 11 tours                      |
| 21   | C1     | 34  | Porsche Alméras Montpellier      | Jacques Alméras Jean-Marie Alméras    | Porsche 962C                       | G     | 54    | + 16 tours                      |
| 21   | C1     | 34  | Porsche Alméras Montpellier      | Jacques Alméras Jean-Marie Alméras    | Porsche Type-935 3.0L Flat-6 Turbo | G     | 54    | + 16 tours                      |
| 22   | C2     | 176 | Automobiles Louis Descartes      | François Wettling Thierry Lecerf      | ALD C2                             | G     | 50    | + 20 tours                      |
| 22   | C2     | 176 | Automobiles Louis Descartes      | François Wettling Thierry Lecerf      | BMW M80 3.5L I6                    | G     | 50    | + 20 tours                      |
| Abd. | C1     | 62  | Team Sauber Mercedes             | Jean-Louis Schlesser Jochen Mass      | Sauber C9                          | M     | 69    | Pompe à essence                 |
| Abd. | C1     | 62  | Team Sauber Mercedes             | Jean-Louis Schlesser Jochen Mass      | Mercedes-Benz M119 5.0L V8 Turbo   | M     | 69    | Pompe à essence                 |
| Abd. | C1     | 6   | Repsol Brun Motorsport           | Walter Brun Jesús Pareja              | Porsche 962C                       | Y     | 62    | Moteur                          |
| Abd. | C1     | 6   | Repsol Brun Motorsport           | Walter Brun Jesús Pareja              | Porsche Type-935 3.0L Flat-6 Turbo | Y     | 62    | Moteur                          |
| Abd. | C1     | 21  | Spice Engineering                | Eliseo Salazar Ray Bellm              | Spice SE89C                        | G     | 53    | Moteur                          |
| Abd. | C1     | 21  | Spice Engineering                | Eliseo Salazar Ray Bellm              | Ford Cosworth DFZ 3.5L V8 Atmo     | G     | 53    | Moteur                          |
| Abd. | C2     | 102 | Chamberlain Engineering          | Luigi Taverna Hendrik ten Cate        | Spice SE86C                        | G     | 51    | Panne sèche                     |
| Abd. | C2     | 102 | Chamberlain Engineering          | Luigi Taverna Hendrik ten Cate        | Hart 418T 1.8L I4 Turbo            | G     | 51    | Panne sèche                     |
| Abd. | C1     | 13  | Courage Compétition              | Pascal Fabre Hervé Regout             | Cougar C22S                        | G     | 45    | Accident                        |
| Abd. | C1     | 13  | Courage Compétition              | Pascal Fabre Hervé Regout             | Porsche Type-935 3.0L Flat-6 Turbo | G     | 45    | Accident                        |
| Abd. | C1     | 19  | Aston Martin Ecurie Ecosse       | David Leslie Michael Roe              | Aston Martin AMR1                  | G     | 43    | Moteur                          |
| Abd. | C1     | 19  | Aston Martin Ecurie Ecosse       | David Leslie Michael Roe              | Aston Martin RDP87 6.3L V8 Atmo    | G     | 43    | Moteur                          |
| Abd. | C2     | 107 | Tiga Racing Team                 | Jari Nurminen (en) Carlo Rossi (en)   | Tiga GC289                         | G     | 36    | Problèmes électriques           |
| Abd. | C2     | 107 | Tiga Racing Team                 | Jari Nurminen (en) Carlo Rossi (en)   | Ford Cosworth DFL 3.5L V8 Atmo     | G     | 36    | Problèmes électriques           |
| Abd. | C2     | 151 | Pierre-Alain Lombardi            | Pierre-Alain Lombardi Bruno Sotty     | Spice SE86C                        | G     | 33    | Accident                        |
| Abd. | C2     | 151 | Pierre-Alain Lombardi            | Pierre-Alain Lombardi Bruno Sotty     | Ford Cosworth DFL 3.5L V8 Atmo     | G     | 33    | Accident                        |
| Abd. | C2     | 103 | France Prototeam                 | Claude Ballot-Léna Bernard Thuner     | Spice SE88C                        | G     | 26    | Moteur                          |
| Abd. | C2     | 103 | France Prototeam                 | Claude Ballot-Léna Bernard Thuner     | Ford Cosworth DFL 3.5L V8 Atmo     | G     | 26    | Moteur                          |
| Abd. | C1     | 2   | Silk Cut Jaguar                  | John Nielsen Andy Wallace             | Jaguar XJR-11                      | D     | 25    | Problèmeé électriques           |
| Abd. | C1     | 2   | Silk Cut Jaguar                  | John Nielsen Andy Wallace             | Jaguar JV6 3.5L V6 Turbo           | D     | 25    | Problèmeé électriques           |
| Abd. | C1     | 20  | Team Davey                       | Tim Lee-Davey Vern Schuppan           | Porsche 962C                       | D     | 19    | Accident                        |
| Abd. | C1     | 20  | Team Davey                       | Tim Lee-Davey Vern Schuppan           | Porsche Type-935 3.0L Flat-6 Turbo | D     | 19    | Accident                        |
| Abd. | C1     | 1   | Silk Cut Jaguar                  | Jan Lammers Patrick Tambay            | Jaguar XJR-11                      | D     | 16    | Turbo                           |
| Abd. | C1     | 1   | Silk Cut Jaguar                  | Jan Lammers Patrick Tambay            | Jaguar JV6 3.5L V6 Turbo           | D     | 16    | Turbo                           |
| Abd. | C1     | 14  | Richard Lloyd Racing             | Tiff Needell Steven Andskär           | Porsche 962C GTi                   | G     | 15    | Moteur                          |
| Abd. | C1     | 14  | Richard Lloyd Racing             | Tiff Needell Steven Andskär           | Porsche Type-935 3.0L Flat-6 Turbo | G     | 15    | Moteur                          |
| DSQ  | C1     | 29  | Mussato Action Car               | Bruno Giacomelli Franco Scapini       | Lancia LC2                         | D     | 12    | Départ poussé sur la grille     |
| DSQ  | C1     | 29  | Mussato Action Car               | Bruno Giacomelli Franco Scapini       | Ferrari 308C 3.0L V8 Turbo         | D     | 12    | Départ poussé sur la grille     |
| DSQ  | C1     | 5   | Repsol Brun Motorsport           | Harald Huysman Oscar Larrauri         | Porsche 962C                       | Y     | 10    | Changement de batterie interdit |
| DSQ  | C1     | 5   | Repsol Brun Motorsport           | Harald Huysman Oscar Larrauri         | Porsche Type-935 3.0L Flat-6 Turbo | Y     | 10    | Changement de batterie interdit |
| Abd. | C1     | 17  | Dauer Racing (en)                | Jochen Dauer (de)                     | Porsche 962C                       | G     | 8     | Retrait                         |
| Abd. | C1     | 17  | Dauer Racing (en)                | Jochen Dauer (de)                     | Porsche Type-935 3.0L Flat-6 Turbo | G     | 8     | Retrait                         |

## Pole position et record du tour
- Pole position :  Mauro Baldi (#61 Team Sauber Mercedes) en 2 min 05 s 900
- Meilleur tour en course :  Mauro Baldi (#61 Team Sauber Mercedes) en 2 min 07 s 863

## À noter
- Longueur du circuit : 6,940 km
- Distance parcourue par les vainqueurs : 485,800 km